# Kleidotoma
Kleidotoma is een geslacht van vliesvleugelige insecten van de familie Figitidae.

## Soorten
- K. adversa Belizin, 1964
- K. affinis Cameron, 1889
- K. albipennis Thomson, 1862
- K. antennata (Giraud, 1860)
- K. atomaria Hellen, 1960
- K. atra Dettmer, 1926
- K. bicolor (Giraud, 1860)
- K. brevicatillis Dettmer, 1926
- K. brevicornis Thomson, 1862
- K. brunnea Ionescu, 1959
- K. caledonica Cameron, 1888
- K. ciliaris (Zetterstedt, 1838)
- K. cordata (Giraud, 1860)
- K. coxalis Ionescu, 1969
- K. dolichocera Thomson, 1877
- K. elegans Cameron, 1889
- K. emarginata (Hartig, 1841)
- K. filicornis Cameron, 1889
- K. flecta Belizin, 1964
- K. formicaria Kieffer, 1904
- K. fusca Dettmer, 1926
- K. geniculata (Hartig, 1840)
- K. gracilicornis Cameron, 1889
- K. gryphus Thomson, 1862
- K. halophila Thomson, 1862
- K. heterotoma Thomson, 1862
- K. hexapla Dettmer, 1926
- K. hexatoma Thomson, 1862
- K. inermis Kieffer, 1901
- K. inustipennis (Forster, 1869)
- K. istratii (Kieffer, 1900)
- K. laevigata Dettmer, 1926
- K. longicornis (Kieffer, 1904)
- K. longipennis Cameron, 1889
- K. maritima Thomson, 1862
- K. marshalli Cameron, 1889
- K. micuisa Belizin, 1966

- K. myrmecophila Kieffer, 1908
- K. nigra (Hartig, 1840)
- K. nitida (Kieffer, 1901)
- K. obliqua Dettmer, 1926
- K. pentatoma Thomson, 1862
- K. piceicornis Dettmer, 1926
- K. picipes Cameron, 1886
- K. pilosalis Weld, 1951
- K. pomaria Belizin, 1966
- K. psiloides Westwood, 1833
- K. pygmaea (Dahlbom, 1846)
- K. retusa (Hartig, 1841)
- K. ruficornis Thomson, 1862
- K. scutellaris Thomson, 1862
- K. striata Cameron, 1886
- K. striatella Kieffer, 1904
- K. striaticollis Cameron, 1888
- K. subaptera (Walker, 1834)
- K. subintegra Kieffer, 1917
- K. subtruncata Kieffer, 1901
- K. tetratoma (Hartig, 1841)
- K. tomentosa (Giraud, 1860)
- K. truncata Cameron, 1889
- K. wasmanni (Kieffer, 1904)